# Tatort: Geld für den Griechen
Geld für den Griechen ist ein österreichischer Fernsehkrimi aus dem Jahr 1989. Das Drehbuch schrieb Alfred Paul Schmidt, Regie führte Peter Sämann. Als letzte von 13 Folgen der Kriminalreihe Tatort wurde er vom ORF außerhalb der offiziellen Tatort-Reihe ohne die ARD produziert und in der Erstausstrahlung nur in Österreich gesendet. Es ist der erste von insgesamt neun Fällen von Inspektor Fichtl als Hauptermittler.

## Handlung
Ein Geschäftsmann wird von Giovanni Petrini in einem Parkhaus  beobachtet. Nachdem der Geschäftsmann das Parkhaus verlassen hat, bricht Petrini in dessen Auto ein und entwendet eine Waffe. Am nächsten Morgen wird Dr. Führbringer, ein Geologe auf dem Gebiet der Höhlenforschung, in einem Waldstück ermordet aufgefunden, er war unweit des Fundorts am Vorabend erschossen worden. Da der Tote keinen Ausweis bei sich führt, wissen Fichtl und Hollocher zunächst nichts über die Identität der Leiche. Giovanni Petrini, der Mann aus dem Parkhaus, beschwört seine Geliebte Netti Sebald, sie müssten jetzt weitermachen wie bisher und dürften nicht die Nerven verlieren, in ein paar Tagen hätten sie es geschafft. Unterdessen hat Fichtl die Identität von Dr. Führbringer ermittelt, Inspektor Winter und Hofrat Putner überbringen der Ehefrau die Nachricht. Frau Führbringer nimmt den Tod ihres Mannes gelassen auf und gibt an, dass es mit der Ehe nicht mehr zum Besten gestanden habe. Am Abend besucht Frau Führbringer wie gewohnt einen Sprachkursus, Petrini ist ihr Sprachlehrer und die beiden scheinen sich sehr gut zu kennen. Frau Führbringer fragt Petrini, ob die Leiche ihres Mannes schlimm aussehe und meint, bald seien sie am Ziel. Netti reagiert eifersüchtig auf Petrinis Umgang mit Frau Führbringer.
Am nächsten Tag erscheint Frau Führbringer im Leichenschauhaus und identifiziert ihren Mann. In seinem Institut zeigt sich Dr. Führbringers Sekretärin schockiert über den Tod ihres Chefs. Seine Ehe lief schon kurz nach der Hochzeit nicht mehr gut, Dr. Führbringer wurde immer stiller und deprimierter, einen Geliebten traut die Sekretärin Frau Führbringer zu. Fichtl und Putner suchen Frau Führbringer auf und teilen ihr mit, dass die Obduktion abgeschlossen ist. Fichtl fragt sie nach ihrem Alibi, doch sie gibt an, allein zu Hause gewesen sein. Fichtl fragt sie zudem noch nach ihrer Vergangenheit als Prostituierte, die er mittlerweile in Erfahrung bringen konnte, zudem hat Fichtl ermittelt, dass sie eine Affäre hat. Sie gibt daraufhin zu, mit Giovanni Petrini ein Verhältnis zu haben. Fichtl und Hollocher suchen Petrini auf, doch dieser schickt sie ins Haus, ohne sich den Beamten zu erkennen zu geben. Petrinis Nachbarin Frau Prieber erzählt den Beamten, dass Petrini Italiener griechischer Herkunft sei und Neu-Griechisch in einem Sprachlabor unterrichte. Netti liest unterdessen in der Zeitung vom Mord an Dr. Führbringer und erkennt die Witwe als die Sprachschülerin von Petrini, auf die sie eifersüchtig war. Petrini erscheint bei Fichtl und Putner, er gibt zu, ein Verhältnis mit Frau Führbringer gehabt zu haben, doch mit dem Mord an ihrem Mann will er nichts zu tun haben, ein Alibi hat er allerdings nicht.
Putner weist Winter und Hollocher an, Petrini zu beschatten. Für Fichtl stellt Putner einen Durchsuchungsbefehl für Führbringers Wohnung aus. Petrini schafft es, Winter und Hollocher abzuschütteln, die Durchsuchung von Führbringers Wohnung hingegen ergibt, dass Dr. Führbringer sich finanziell fast vollkommen ruiniert und gesellschaftlich blamiert hat, nachdem er die ehemalige Prostituierte geheiratet hatte. Sein Restvermögen hatte er wenige Tage vor seinem Tod seiner Gattin überschrieben. Im Hinterzimmer einer Kneipe kauft Petrini eine baugleiche Pistole zu der, die er zuvor aus dem Auto entwendet hatte. Putner und Fichtl vernehmen Frau Führbringer, die sie gemeinsam mit Petrini für die Mörderin halten. Die Durchsuchung des Hauses hatte ergeben, dass sie nach der Überschreibung des Restvermögens die Scheidung von ihrem Mann gewollt hatte, doch dieser hatte in die Scheidung nicht eingewilligt. Während Frau Führbringer verhört wird und sich davon unbeeindruckt gibt, dringt Petrini nochmals in das Fahrzeug vom Geschäftsmann im Parkhaus ein und versteckt dort die zuvor gekaufte Waffe im Handschuhfach, aus dem er die andere Waffe entnommen hatte. Petrini und Frau Führbringer treffen sich intim, für sie läuft alles nach Plan. Netti unternimmt einen Kontrollanruf bei Frau Führbringer und findet dadurch heraus, dass Petrini bei ihr ist. Inspektor Winter findet unterdessen heraus, dass Dr. Führbringer an einer Höhle in der Nähe des Fundorts seiner Leiche geforscht hatte. Fichtl und Hollocher fahren dorthin, unterdessen sucht Petrini Winter im Kommissariat auf, er entschuldigt sich dafür, vor ihr und Hollocher geflohen zu sein, da nichts gegen Petrini vorliegt, lässt Winter ihn gehen.
Fichtl und Hollocher stoßen in der Höhle auf eine beträchtliche Menge Giftfässer, die dort illegal gelagert sind. Unterdessen präpariert Petrini in einem Büro einen Geldkoffer mit wertlosem Papier, den Netti an sich nehmen soll. Fichtl mutmaßt unterdessen, dass Führbringer den Müllablader ertappt und erpresst hat und deshalb sterben musste. Netti tauscht in einem unbeobachteten Moment den echten Koffer mit dem Erpressungsgeld, der im Büro, in dem sie arbeitet, im Safe liegt, gegen den von Petrini präparierten aus. Später trifft sie sich mit Petrini und gibt sich ahnungslos. Unterdessen erfährt Fichtl, dass die Giftfässer radioaktiv verseucht waren und den Papieren nach in Bremen entsorgt worden sein sollten. Während Frau Führbringer auf der Beerdigung ihres Mannes die trauernde Witwe spielt, sucht Fichtl mit Hollocher die Firma auf, aus der die Giftfässer stammen. Die Sekretärin des Geschäftsführers Manninger, dem Geschäftsmann aus dem Parkhaus, ist Netti, er gibt sie als seine Verlobte und Alibi für die Mordnacht aus.
Fichtl gibt Hollocher auf, Netti zu beschatten, während er sich einen Durchsuchungsbefehl für die Geschäftsräume der Firma besorgt. Währenddessen entsorgt Manninger die vermeintliche Mordwaffe in einem See. Anschließend entdeckt er, dass der Geldkoffer, den er vor der Durchsuchung in Sicherheit gebracht hat, mit Papier statt mit Geld präpariert ist. Netti trifft sich mit Petrini und erzählt diesem von der polizeilichen Durchsuchung der Geschäftsräume. Netti drängt Petrini zur gemeinsamen Flucht, doch Petrini rät ihr dazu, sich für ein paar Tage in einer Pension auf dem Land zu verstecken, er werde die Sache mit Manninger in der Zwischenzeit lösen. Als Netti am Abend ihre Sachen packt und fliehen will, steht Manninger in der Tür. Er schlägt sie und zwingt sie, ihm Petrinis Versteck des Geldes, das Führbringer ihm abgepresst hatte, in einem Schließfach am Wiener Hauptbahnhof zu verraten. Er fährt mit Netti zum Bahnhof, doch das Schließfach ist leer. Nachdem er sie erneut brutal schlägt, erzählt Netti ihm, dass Petrini das Geld haben muss. Manninger sucht Petrini auf, doch trifft ihn nicht an. Netti wird unterdessen ins Krankenhaus gebracht und behauptet dort, einen Unfall im Bahnhof gehabt zu haben. Petrini sitzt unterdessen mit Frau Führbringer in einem Lokal und schwärmt dieser von einer goldenen Zukunft vor, als plötzlich Manninger hinzu kommt. Petrini zeigt sich unbeeindruckt von Manningers Forderung, ihm das Geld auszuhändigen, auch dann nicht, als Manninger ihm auf den Kopf zusagt, dass er wisse, dass Petrini unter falschem Namen in Wien lebe und ihn in Griechenland zehn Jahre Haft erwarteten. Petrini bietet ihm kühl die Hälfte des Geldes an, Manninger sieht keine andere Wahl, als ich einverstanden zu erklären und geht.
Fichtl und Winter vernehmen unterdessen Netti im Krankenhaus, diese gibt zu, von Manninger zusammengeschlagen worden zu sein und dass Manninger auch die Giftfässer in der Höhle endgelagert hatte. Als die beiden Beamten Manninger am nächsten Morgen aufsuchen, streitet er ab, die Fässer illegal entsorgt zu haben, sondern gibt lediglich zu, Netti „aus Eifersucht“ zusammengeschlagen zu haben. Petrini sucht unterdessen Netti im Krankenhaus auf und gibt Mitleid mit vor, um herauszufinden, was sie der Polizei erzählt hat. Auch ihr verspricht er eine goldene Zukunft und gibt sich fürsorglich. Anschließend trifft er sich mit Manninger und eröffnet ihm, dass er ihm das Geld nicht gebe, woraufhin Manninger ihm droht, er werde schon zu seinem Geld kommen. Manninger ruft daraufhin Fichtl anonym an und sagt aus, dass Petrini unter falschem Namen lebe und von der Polizei wegen illegalem Export von nationalem Kulturgut gesucht wird. Als Fichtl und Winter daraufhin aufbrechen wollen, um Petrini zu verhaften, erscheint dieser auf der Inspektion. Giovanni Petrini gibt zu, in Wirklichkeit Nikos Anastopoulos zu heißen und sagt triumphierend aus, dass sich die ihm in Griechenland zur Last gelegten Taten am Vortag verjährt hätten. Er behauptet, dass Manninger Dr. Führbringer erschossen habe und bringt die Tatwaffe bei.
Manninger kann von der Polizei nach einer Verfolgungsjagd, bei der er verletzt wird, gestellt werden. Er gibt sich noch immer siegesgewiss und streitet alles ab, auch, dass Dr. Führbringer hinter die Giftmüllverklappung gekommen ist und Manninger aus seiner eigenen Geldnot erpresst hat. Netti, die aus dem Krankenhaus ausgebrochen ist, schmuggelt einen falschen Geldkoffer in die Villa Führbringer und lässt den echten verschwinden. Fichtl ist unterdessen mit Manninger und Anastopoulos zum Tatort bei der Höhle gefahren und präsentiert Manninger die Tatwaffe. Anastopoulos deutet für die Polizei unauffällig an, dass er die Tatwaffe gegen die, die Manninger entsorgt hatte, ausgetauscht habe, so dass Manninger das ihn überführende Beweismittel eben nicht vernichtet hatte, woraufhin Manninger flieht. Er begeht Suizid, indem er sich einen Abhang hinunterstürzt, da er tatsächlich von Dr. Führbringer erpresst wurde und diesen daraufhin umgebracht hatte. Als Anastopoulos mit Frau Führbringer den Triumph feiert, präsentiert er ihr den Geldkoffer, als sie den mit Papier präparierten Koffer öffnet, beschimpft sie ihn, weil er sich von Netti hat reinlegen lassen. Netti fliegt unterdessen mit den fünf Millionen Schilling in die Sonne.

## Produktion
Geld für den Griechen war der erste eigene Tatort-Fall um Inspektor Fichtl. Die Folge Geld für den Griechen wurde zwei Jahre nach der Erstausstrahlung am 25. Juni 1991 erst- und einmalig vom Hessischen Rundfunk in Deutschland ausgestrahlt.